# بولت
بولت (انگلیسی: Bolt) یک شرکت چندملیتی فناوری حمل‌ونقل است که دفتر مرکزی آن در تالین، استونی قرار دارد. بولت خدمات مختلفی از جمله تاکسی اینترنتی، اشتراک اسکوتر و دوچرخه برقی، تحویل غذا (Bolt Food)، تحویل خواربار (Bolt Market)، و اشتراک خودرو (Bolt Drive) را ارائه می‌دهد. این شرکت در بیش از ۶۰۰ شهر و ۵۰ کشور در اروپا، آفریقا، آسیا، آمریکای شمالی، آمریکای لاتین و خاورمیانه فعالیت دارد.

## تاریخچه
بولت در سال ۲۰۱۳ با نام «تکسیفای» توسط مارکوس ویلیگ، یک نوجوان ۱۹ ساله، در استونی تأسیس شد. او با کمک وام ۵٬۰۰۰ یورویی از خانواده‌اش، نمونه اولیه اپلیکیشن را طراحی کرد و رانندگان را شخصاً در خیابان‌های تالین جذب کرد.
- در سال ۲۰۱۴ فعالیت خود را به لتونی و لیتوانی گسترش داد.
- تا سال ۲۰۱۶ وارد بازارهای آفریقا شامل کنیا، نیجریه و آفریقای جنوبی شد.
- در ۲۰۱۷ خدمات خود را در لندن، پاریس و مالت آغاز کرد.
- در ۲۰۱۹ نام خود را از «تکسیفای» به «بولت» تغییر داد.
- در همان سال سرویس تحویل غذا (Bolt Food) راه‌اندازی شد.
- در ۲۰۲۱ خدمات اشتراک خودرو (Bolt Drive) و تحویل خواربار (Bolt Market) به محصولات آن افزوده شد.
- در سال ۲۰۲۴ وارد بازار دبی شد.
- در سال ۲۰۲۵ خدمات خود را به تورنتو و واشینگتن دی‌سی نیز گسترش داد.
در نوامبر ۲۰۲۴، دادگاه اشتغال بریتانیا اعلام کرد که رانندگان بولت «کارگر» محسوب می‌شوند و نه پیمانکار مستقل. این موضوع ممکن است منجر به پرداخت بیش از ۲۰۰ میلیون پوند به رانندگان شود.

## خدمات
- تاکسی اینترنتی: هسته اصلی فعالیت بولت
- تحویل غذا: تحت برند Bolt Food در بیش از ۸۰ شهر
- تحویل خواربار: از ۲۰۲۱ با نام Bolt Market راه‌اندازی شد
- اسکوتر و دوچرخه برقی: از ۲۰۱۸ با گسترش در اروپا
- اشتراک خودرو: Bolt Drive در کشورهای بالتیک، آلمان، پرتغال و چک
- خودروهای خودران: همکاری پژوهشی با دانشگاه تارتو برای توسعه فناوری رانندگی خودکار

## تأمین مالی
- در سال ۲۰۱۷ Didi Chuxing در بولت سرمایه‌گذاری کرد.
- در ۲۰۱۸ ارزش شرکت به بیش از ۱ میلیارد دلار رسید.
- در سال ۲۰۲۱ بولت بیش از ۶۰۰ میلیون یورو از Sequoia Capital جذب کرد.
- در ۲۰۲۲ سرمایه‌گذاری جدیدی به ارزش ۶۲۸ میلیون یورو انجام شد که ارزش شرکت را به ۷٫۴ میلیارد یورو رساند.
- در ۲۰۲۴ بولت یک اعتبار چرخشی به ارزش ۲۲۰ میلیون یورو دریافت کرد.[۴]

## نوآوری و فناوری
بولت در زمینه‌های زیر فعالیت نوآورانه دارد:
- خودروهای خودران: در همکاری با دانشگاه تارتو از سال ۲۰۱۹
- تحویل رباتیک: همکاری با Starship Technologies برای استفاده از ربات‌های خودران در تحویل خواربار

## بحران‌ها و پشتیبانی انسانی
- پس از حمله روسیه به اوکراین در ۲۰۲۲، بولت محصولات روسی را از فروشگاه‌های خود حذف کرد.
- عملیات خود را در بلاروس متوقف کرد.
- بیش از ۵ میلیون یورو برای کمک به سازمان‌های بشردوستانه در اوکراین اهدا نمود.